# Ali Hazelwood
Ali Hazelwood (* 11. prosince 1989) je pseudonym italské spisovatelky a profesorky neurovědy žijící ve Spojených státech amerických. Mnohá její díla se zaměřují na ženy v technických oborech a akademické prostředí. Její debutový román Hypotéza lásky se stal bestsellerem deníku The New York Times a byla za něj nominována na Goodreads Choice Awards za nejlepší romanci.

## Kariéra
Její první román Hypotéza lásky vyšel v září 2021 a na seznamu bestsellerů The New York Times se držel více než 40 týdnů. Příběh, který byl původně napsán jako fanfikce na motivy Star Wars o postavách Rey a Kyla Rena, poprvé zveřejnila v roce 2018 na on-line úložišti pro fanfikce Archive of Our Own. V roce 2020 ji oslovil literární agent a pomohl jí připravit text k vydání.
V roce 2022 vydala svůj druhý román Hlava plná lásky a také tři povídky: Under One Roof, Stuck with You a Below Zero. O rok později povídky souhrnně vydala v knize Loathe to Love You. Téhož roku napsala svůj třetí román Teorie lásky a také první román pro mládež s názvem Šach a mat. V roce 2024 vydala paranormální romanci Nevěsta. Její sedmá kniha, Tohle není láska, vyšla v červnu 2024. Na začátku roku 2025 vydala knihu Volný pád a po ní následoval romány Problematic Summer Romance (pokračování knihy Tohle není láska) a Družka (pokračování  knihy Nevěsta).

## Osobní život
Narodila se a vyrůstala v Itálii. Před přesunem do Spojených států kvůli doktorskému studiu neurověd žila také v Japonsku a Německu. Během postgraduálního studia se věnovala výzkumu mozkové stimulace a kognitivní neurovědy.
Působila jako profesorka až do roku 2023, kdy si dala pauzu od akademické dráhy, aby se mohla plně věnovat spisovatelské kariéře.

## Dílo

### Romány
- 2021: Hypotéza lásky (původní název: The Love Hypothesis, česky kniha vyšla v roce 2023 v překladu Jany Jašové)
- 2022: Hlava plná lásky (původní název: Love on the Brain , česky kniha vyšla v roce 2023 v překladu Jany Jašové)
- 2023: Teorie lásky (původní název: Love, Theoretically, česky kniha vyšla v roce 2024 v překladu Jany Jašové)
- 2023: Šach a mat (původní název: Check & Mate, česky kniha vyšla v roce 2024 v překladu Jany Jašové)
- 2024: Nevěsta (původní název: Bride, česky kniha vyšla v roce 2024 v překladu Jitky Čupové)
- 2024: Tohle není láska (původní název: Not in Love, česky kniha vyšla v roce 2025 v překladu Jany Jašové)
- 2025: Volný pád (původní název: Deep End, český překlad vyjde v říjnu 2025 [2])
- 2025: Problematic Summer Romance
- 2025: Družka (původní název: Mate, český překlad vyjde v listopadu 2025 [3])

### Povídky
- 2023: Loathe to Love You – soubor povídek: Under One Roof (2022), Stuck with You (2022), Below Zero (2022)
- 2024: Cruel Winter with You

### Audioknihy
- 2024: Two Can Play